# Rosetta Tofano
Rosetta Tofano (* 5. März 1902 in Mailand als Rosa Cavallari; † 7. April 1960 in Rom) war eine italienische Schauspielerin. 

## Leben und Werk
Tofano erhielt ihre Ausbildung an der Mailänder Scala. 1923 heiratete sie den Regisseur, Schauspieler und Comiczeichner Sergio Tofano, mit dem sie bis zu ihrem Lebensende verheiratet war und einen gemeinsamen Sohn hatte, den Regisseur und Drehbuchautor Gilberto Tofano. Zusammen mit ihrem Mann spielte sie in mehreren Filmen mit, unter anderem in der Bonaventura-Verfilmung Cenerentola e il signor Bonaventura, wo sie auch für die Kostüme verantwortlich war.
Tofano, die an Depressionen und Migräne litt, nahm sich im Alter von 58 Jahren das Leben.

## Filmografie (Auswahl)
- 1933: O la borsa o la vita
- 1940: Pazza di gioia
- 1941: Prinzessin Aschenbrödel (Cenerentola e il signor Bonaventura)
- 1943: Sant'Elena, piccola isola